# 日経PC21
　日経PC21（にっけいピーシーにじゅういち）は、日経BP社が発行する書店売りのパソコン雑誌。キャッチフレーズは「ビジネスマンのパソコン誌、必ず使える必ずわかる」で、Windows 95が登場した翌年、1996年3月24日に創刊した。
　創刊以来、MS Officeの活用記事を精力的に掲載。特に表計算アプリのExcelについては関数、メニュー操作、文書作成、データベースなど多彩なテーマを取り上げて、一般ビジネスマンから広範な支持を得た。創刊以来、順調に部数を伸ばし、2009年にABC部数で15万6675部を記録。同じ日経BP社発行の日経パソコンを抜いて国内パソコン誌のトップに立った。以降、ごく一時期を除いて、国内パソコン誌のトップの座を維持している。
　2020年以降は、MS Office関連の特集記事は減り、Windows 11の使い勝手を検証する記事や、パソコンのハードウエアを解説する記事などが増えている。2023年下期の平均発行部数は3万4,622部（日本ABC協会の調べ）。

## 日経BP社発行のパソコン誌
- 日経WinPC
- 日経ベストPC+デジタル(休刊)
- 日経PCビギナーズ(日経PC21の増刊扱い)
- 日経パソコン